# Všeradov
Všeradov là một làng thuộc huyện Chrudim, vùng Pardubický, Cộng hòa Séc.